# Tây Sung
Tây Sung chữ Hán giản thể: 西充县, Hán Việt: Tây Sung huyện) là một huyện thuộc địa cấp thị Nam Sung, tỉnh Tứ Xuyên, Cộng hòa Nhân dân Trung Hoa. Huyện này có diện tích 1108 km², dân số năm 2002 là 630.000 người. Huyện này được chia thành các đơn vị hành chính gồm 15 trấn, 32 hương.
- Trấn: Phổ Thành, Nhân Hòa, Đa Phù, Song Phượng, Nghĩa Hưng, Thái Bình, Cổ Lâu, Đại Toàn, Tiên Lâm, Phượng Minh, Thanh Sư, Quan Văn, Hoè Thụ, Minh Long, Cao Viện.